# Краон (Ен)
Краон (фр. Craonne) насеље је и општина у североисточној Француској у региону Пикардија, у департману Ен (Пикардија) која припада префектури Лаон.
По подацима из 2011. године у општини је живело 77 становника, а густина насељености је износила 8,93 становника/km². Општина се простире на површини од 8,62 km². Налази се на средњој надморској висини од 183 метара (максималној 192 m, а минималној 59 m).

## Демографија
| 1962. | 1968. | 1975. | 1982. | 1990. | 1999. | 2011. |
| ----- | ----- | ----- | ----- | ----- | ----- | ----- |
| 130   | 140   | 96    | 78    | 68    | 67    | 77    |

График промене броја становника у току последњих година